# Lavelanet
Lavelanet (L'Avelhanetis trong tiếng địa phương Occitan) là một xã ở tỉnh Ariège, thuộc vùng Occitanie ở phía tây nam nước Pháp.
Năm 2002, chặng 13 của Tour de France đã xuất phát ở Lavelanet.
Năm 2008, chặng 12 của Tour de France đã xuất phát ở Lavelanet.